# Antonio Casares-Gil
Antonio Casares-Gil (Santiago de Compostela, 29 de mayo de 1871 - La Coruña, 10 de abril de 1929) fue un botánico español.

## Biografía
Cursó estudios en la facultad de Medicina en su ciudad natal, y cuando terminó la carrera ingresó en el cuerpo de Sanidad militar. Fue destinado a Barcelona, y de aquí, con motivo de la guerra de Cuba, pasó a la isla de Cuba. Vuelve a España terminada la guerra con los Estados Unidos de Norteamérica, y se traslada, en 1899, a Munich para escuchar las lecciones de Qoebel, con el objeto de perfeccionar y ampliar sus ya profundos conocimientos en todas las ramas de la Biología vegetal.

## Trayectoria
De retorno en Madrid, trabaja en su especialidad en el Museo Nacional de Ciencias Naturales, hasta que en 1924 asciende a coronel, con destino en La Coruña, y en 1928 es nombrado General-Inspector del servicio de Sanidad militar. A consecuencia de una penosa enfermedad, adquirida en el desempeño de sus deberes militares, muere en La Coruña, su querida tierra gallega, el 10 de abril de 1929.
Su monografía de las Hepáticas de la Península ibérica está reputada, dentro y fuera de España, como obra perfecta y acabada en su género; de tan elevado valor científico, que será imprescindible su consulta a todo el que estudie las Hepáticas mediterráneas y atlánticas.
- La abreviatura «Cas.-Gil. o Casares-Gil» se emplea para indicar a Antonio Casares-Gil como autoridad en la descripción y clasificación científica de los vegetales.[2]
- «Antonio Casares-Gil». Índice Internacional de Nombres de las Plantas (IPNI). Real Jardín Botánico de Kew, Herbario de la Universidad de Harvard y Herbario nacional Australiano (eds.).